# 慈光寺実仲
慈光寺 実仲（じこうじ さねなか）は、江戸時代後期から末期にかけて活動した日本の公卿。半家慈光寺家の当主。子興、花雲と号した。

## 生涯
天明7年8月8日（1787年9月19日）、慈光寺尚仲の子として誕生。母は家女房。
享和2年12月10日（1803年1月3日）、16歳で元服し昇殿を許された。文化元年12月4日（1805年1月4日）、従五位下に叙されてから順調に位階を進め、また大蔵大輔、左馬権頭を歴任した。文政11年1月20日（1828年3月5日）、従三位に叙され、公卿に列せられた。
天保4年1月23日（1833年3月14日）、正三位に昇叙した。弘化4年1月13日（1847年2月27日]）、従二位に昇叙した。これが極位となる。
文久元年9月6日（1861年10月9日）、薨去した。享年75歳。

## 官歴
文政11年までは『公卿補任』第五篇, 仁孝天皇文政十一年条を参照。
- 享和02年12月10日（1803年01月03日）、叙正六位上、任勘解由判官
- 文化元年12月04日（1805年01月04日）、叙従五位下
- 文化02年07月22日（1805年08月16日）、任大蔵大輔
- 文化05年01月17日（1808年02月13日）、叙従五位上
- 文化09年12月19日（1813年01月21日）、叙正五位下
- 文化10年06月04日（1813年07月01日）、任左馬権頭
- 文化13年01月05日（1816年02月02日）、叙従四位下
- 文政02年01月11日（1819年02月05日）、服解[注釈 1]
- 文政02年03月02日（1819年03月27日）、除服出仕復任
- 文政03年01月28日（1820年03月12日）、叙従四位上
- 文政07年01月05日（1824年02月04日）、叙正四位下
- 文政11年01月20日（1828年03月05日）、叙従三位
- 天保04年01月23日（1833年03月14日）、叙正三位[4]
- 弘化04年01月13日（1847年02月27日）、叙従二位[5]

## 系譜
出典が無い限り、『平成新修旧華族家系大成』上巻, pp. 706–707を参照した。
- 父：慈光寺尚仲
- 母：家女房
  - 長女：女子 - 中御門経定室[7]
- 妻：大宮賞子 - 大宮盛季長女
  - 男子：家仲（1814 - 1868）
  - 男子：有仲（1828 - 1898） - 家仲養子
  - 長女：明子（1830 - 1903） - 町尻量衡室[8]
  - 男子：右仲（1840 - 1893） - 有仲養子
  - 男子：和仲（1852 - ） - 右仲養子

## 作品
| 作品名 | 技法     | 形状・員数 | 寸法（縦x横cm） | 所有者         | 年代              | 文化財指定 | 備考                         |
| ------ | -------- | ---------- | --------------- | -------------- | ----------------- | ---------- | ---------------------------- |
| 宝珠図 | 紙本墨画 | 掛軸装     | 99.8×26.4       | 大阪歴史博物館 | 弘化4年（1847年） |            | 出典は岩佐伸一 2018, p. 62。 |